# Krušna peć
Krušna peć je peć za pečenje kruha i peciva. 
U hrvatskim je seoskim kućanstvima građena na dva načina: kao samostojeći vanjski objekt ili u kući kao dio kuhinjske ili sobne peći. U istočnoj, središnjoj i gorskoj Hrvatskoj samostojeća krušna peć bila je građena od ilovače, pruća i opeke, ponekad zaštićena krovom. U okolici Zagreba obično je smještena u posebnom objektu koji je opremljen priborom za pripremanje tijesta (korito, ručni mlin, drvena lopata,...). U jadranskoj je Hrvatskoj građena od kamena, i to u kući s otvorom uz ognjište u kuhinji s pećnicom izbočenom iz zida ili kao vanjski samostalni objekt kojim se služio zaselak ili cijelo selo.